# Zalafa
Zalafa (en arabe : زلفة, en hébreu : זלפה) est un village arabe du district israélien de Haïfa. Il se situe dans la région du Wadi Ara, dans le nord du Triangle, à 4 km au nord-est d'Umm al-Fahm. Depuis 1996, il est placé sous la juridiction du conseil local de Ma'ale Iron, dont il abrite le siège. Le village se divise en trois quartiers : Est, Ouest et al-Murtafi'a. À la mi-2016, la population de Zalafa comptait 4 639 habitants, tous musulmans.